# 寶珮如
寶珮如（英語：Baby Bo Pui Yue，1964年12月9日—），原名陳珮如，祖籍海南，香港女演員、前亞洲電視女藝員，現為無綫電視部頭合約藝員。

## 背景

### 早年生活
寶珮如早年於九龍茶果嶺的木屋區生活。家中有一名比她小四歲的胞弟，自小於單親家庭長大。寶珮如早年就讀四山公立學校，自小學開始因母兼父職而學懂獨立生活，讀至中二年級便輟學，當中原因與她半工讀有關：她當時為幫補家計，很早已經到觀塘區的舊式工廠賺取外快。後來她發現半工讀的過程很辛苦和勞累，而且喜歡工作，於是在任職生產原子粒收音機工廠的母親反對她輟學的情況下仍然決定投身社會。25歲之前，寶珮如除了從事工廠製造業，也曾先後入職偵探社（負責記錄客人資料與跟蹤，為時3年）、於小型時裝店當售貨員和在九龍塘畔溪海鮮酒家任樓面招待員（1985年）。

### 入行與發展
寶珮如於1985年要求當時的男朋友駱達華帶她到電視台拍攝現場觀看演員拍戲，但駱不答允要求，結果為了實現願望而選擇到酒廊當歌手替工。適逢1988年亞洲電視舉辦第三屆未來偶像爭霸戰，她前去報名但未能入圍十五強，繼而獲周梁淑怡賞識兼發掘進入娛樂圈。周梁氏更為她取了「寶珮如」（Baby Bo）一中英文藝名，一直沿用至今。寶珮如其後被周梁氏安排到索尼音樂試音，最終通過馮鏡輝監督試音的過程，簽約成為旗下歌手。往後她在1989年參加亞洲大平洋歌唱比賽且獲得優異獎，同期推出了兩張個人專輯，曲風以搖滾為主，入圍角逐香港電台第十二屆十大中文金曲「最有前途新人獎」獎。又被公司安排聯同鄭瑞芬、彭家麗以沒有合約方式為亞洲電視遠赴日本為拍攝音樂特輯《鹿兒新派三人行》。當年公司留意到她的唱片銷量一般，加上歌喉不夠好，所以建議她在兩年合約期（1988年至1990年）完結後簽約無綫電視另覓出路。另一方面獲黎小田招手加入世紀唱片（國際）（沒有成事）。寶珮如基於不想離開身為其經理人的周梁氏，便於1989年加入亞洲電視。
1989年至1996年間，寶珮如初年不但參演了多套電視劇和電影，還夥拍林建明主持綜藝節目《香港蠱惑檔案》。由於收視理想，電視台進一步開拍《香港乜都有》，同樣交由寶去主持，自此開展了一系列《XX乜都有》節目。其首部演出的電視劇集是《小小大女人》。此外她主唱過劇集及外購動畫廣東版歌曲，及至1996年約滿離開，原因出於認為自己已學到了需要從亞洲電視學習的東西，而涉獵的範疇，即主持與演戲方面亦沒有更大突破。碰巧唐麗球赴台灣發展，遂應其邀請與一名台灣女性製作人見面，得到機會留台繼續其演藝事業。初時主力參演綜藝節目，最後礙於與經理人一方出現意見分歧（台灣製作人希望寶珮如建立性感形象去主持或出演節目），只發展了1年就回香港作打算。
1999年，寶珮如遇上車禍，導致毀容，前後花了3年時間康復，並得圈中好友袁潔儀幫忙解決經濟上的困難。到了2004年出版自傳感謝各方幫忙，講述其生命見證，2006年年尾完成最後一次手術才在現時丈夫鼓勵下，重投演藝圈。復出後隨李麗霞到處接洽歌唱演出，2014年接拍電影《藍天白雲》。2018年憑該齣電影分別角逐第58屆亞太影展及第37屆香港電影金像獎「最佳女配角」獎，同年透過袁潔儀引薦，加上監製黃偉聲賞識加入無綫電視。2019年起則與友人開設美甲店。

## 個人生活
寶珮如自1982年起至1997年與其初戀、演員駱達華拍拖，2011年3月13日與相識僅2個月、任職廉政公署的圈外人鄧秋雄結婚。2012年2月26日正式受洗成基督新教徒。

## 演出作品
*以下列表只記錄寶珮如演出過的影視作品，若有遺漏，請協助補充相關資料。

### 電視劇（亞洲電視）
| 首播   | 名稱                       | 角色          | 備註     |
| 1989年 | 中國奇談：和尚也風流       |               |          |
| 1989年 | 小小大女人                 | 李佩如        |          |
| 1990年 | 獨身女人                   |               |          |
| 1990年 | 最佳才子                   |               |          |
| 1990年 | 我係Tuna Fi                | 阿風          |          |
| 1990年 | 佳偶天成                   |               |          |
| 1991年 | 第三間電台                 | 關惠之        |          |
| 1991年 | 隔離差館有隻鬼             |               |          |
| 1991年 | 香港奇案之烹夫             |               |          |
| 1991年 | 大提琴與點三八             | 嘉寶          |          |
| 1992年 | 摩登七十二家房客           |               | 鐳射劇場 |
| 1992年 | 伯虎為卿狂                 |               |          |
| 1992年 | 開心鬼福星                 |               |          |
| 1992年 | 卿本男兒                   |               | 鐳射劇場 |
| 1992年 | 招財進寶之清裝追女仔       |               |          |
| 1993年 | 槍神                       | 警察          |          |
| 1994年 | 94愛情故事                 |               |          |
| 1994年 | 可憐天下父母心             |               |          |
| 1995年 | 一屋兩鬼三人行             |               |          |
| 1995年 | 愛者有其屋                 |               |          |
| 1996年 | 我和春天有個約會           | 翩翩          |          |
| 1997年 | 萬事勝意                   | 趙學智        |          |
| 1997年 | 肥貓正傳                   | 李少芳        |          |
| 2005年 | 香港奇案實錄之五屍離奇命案 | 李錦裳        |          |
| 2006年 | 義無反顧                   | April         |          |
| 2007年 | 大城小故事                 | Betty         |          |
| 2007年 | 靈舍不同                   | 李萬基妻子    |          |
| 2007年 | 十六不搭喜趣來             | 陸易寧/童好如 |          |

### 電視劇（無綫電視）
| 首播   | 名稱              | 角色           | 備註     |
| 2018年 | 愛·回家之開心速遞 | 貝夫人         | 第380集  |
| 2019年 | 牛下女高音        | Linda          |          |
| 2020年 | 愛·回家之開心速遞 | Amy姐          | 第1046集 |
| 2021年 | 大步走            | 秀文           |          |
| 2021年 | 換命真相          | 姚詠琴（琴姐） |          |
| 2021年 | 星空下的仁醫      | 蘇頤馨         |          |
| 2022年 | 痞子殿下          | 粥             |          |
| 2022年 | 輕·功             | 姚寶螢         |          |
| 2025年 | 痞子無間道        | 白箋           |          |

### 電視劇（其他）
香港電台
- 2014年：社企有道 II
- 2018年：義想天開
- 2018年：火速救兵 IV
- 2019年：星星的孩子

### 電影
- 1993年：人生得意衰盡歡
- 1994年：倫文敘老點柳先開 飾 校長女兒
- 1996年：小心女人
- 1996年：東堤岸有鬼
- 2018年：藍天白雲 飾 楊惠玲（入圍第37屆香港電影金像獎最佳女配角）
- 2021年：濁水漂流 飾 蘭姑
- 2023年：世上只有爸爸好
- 2023年：白日之下 飾 陳美芳
- 2025年：水餃皇后

### 舞臺劇
- 2010年：審死官 飾 余露蓮

### 綜藝節目（亞洲電視）
主持
- 1991年至？：香港蠱惑檔案（與林建明）
- 1991年至？：香港乜都有
- 1991年至？：肥趣電視台

演出
- 1989年：亞視新春行大運
- 1989年：鹿兒新派三人行

### 綜藝節目（無綫電視）
- 2018年：今日VIP（4月5、6日）
- 2018年：兄弟幫（5月10、11日）
- 2018年：流行經典50年（第33集）
- 2018年：娛樂新聞報導－Star Talk

## 音樂作品

### 專輯
- 1989年：請先掛號（EP，Sony Music發行）
  - 請先掛號[3]
  - 討好[3]
  - 送媽媽上火車（亞太創作歌曲大賽[註 8]參賽歌曲）[3]
- 1989年：飛（首張個人大碟，Sony Music發行）

### 合輯
- 1994年：碧血丹心（收錄：亞洲電視劇集《碧血青天珍珠旗》插曲《心比珍珠更真》，與田蕊妮、容錦昌、呂頌賢合唱）
- 1995年：樂作劇 亞洲電視劇集主題曲大全 （收錄：亞洲電視劇集《郎心如鐵》主題曲《郎心如鐵》）
- 1996年：我和春天有個約會電視原聲唱片（收錄：《臉兒甜如糖》，與田蕊妮合唱）
- 1996年：滾石的歌（一）誰叫我（LD）（收錄：郎心如鐵）

### 單曲
- 2018年：寶貝

### 無出碟歌曲
- 1989年：立志沖天飛（亞洲電視動畫《斯路迪王子》主題曲）
- 1989年：大女人本色（亞洲電視劇集《小小大女人》主題曲）
- 1990年：第三間電台（與陳山河合唱）（亞洲電視處境劇《第三間電台》主題曲）
- 1992年：有緣無份（與安德尊合唱）（亞洲電視劇集《開心鬼福星》插曲）
- 1993年：對對錯錯（亞洲電視劇集《槍神》主題曲）
- 1993年：人在冷風裡（亞洲電視劇集《槍神》插曲）
- 1993年：亂馬½（亞洲電視動畫《亂馬½》主題曲）
- 1994年：父母心（亞洲電視劇集《可憐天下父母心》主題曲）
- 1995年：遇見他（與呂頌賢合唱）（亞洲電視劇集《一屋兩鬼三人行》主題曲）
- 1997年：和你是最親近（亞洲電視劇集《肥貓正傳》第21-30集主題曲）
- 1997年：和你是最親近（與鄭則士合唱）（亞洲電視劇集《肥貓正傳》插曲）

## 書籍
- 2004年：一張寶貝的笑臉

## 相關連結
- 寶珮如的Facebook專頁
- 寶珮如的新浪微博
- 寶珮如的Instagram帳戶
- 寶珮如在互联网电影资料库（IMDb）上的資料（英文）（英文）
- 寶珮如在香港影庫上的簡介
- 寶珮如在时光网上的簡介（简体中文）